# Beşpınar, Kemalpaşa
Beşpınar là một xã thuộc huyện Kemalpaşa, tỉnh İzmir, Thổ Nhĩ Kỳ. Dân số thời điểm năm 2010 là 148 người.